# Ḩasan Nūrān
Ḩasan Nūrān (persiska: حسن نوران) är en ort i Iran.   Den ligger i provinsen Västazarbaijan, i den nordvästra delen av landet, 600 km väster om huvudstaden Teheran. Ḩasan Nūrān ligger 1 362 meter över havet och antalet invånare är 614.
Terrängen runt Ḩasan Nūrān är kuperad söderut, men norrut är den platt.Runt Ḩasan Nūrān är det ganska tätbefolkat, med 104 invånare per kvadratkilometer. Närmaste större samhälle är Naqadeh, 16,5 km öster om Ḩasan Nūrān. Trakten runt Ḩasan Nūrān består till största delen av jordbruksmark.